# الدين في سريلانكا
يمارس سكان سريلانكا مجموعة متنوعة من الأديان. وحسب تعداد عام 2011 كان 70.19٪ من السريلانكيين يتبعون بوذية ثيرافادا، و 12.6٪ من الهندوس، و 9.7٪ من المسلمين (معظمهم من السنة) و 7.4٪ من المسيحيين (6.1٪ من الروم الكاثوليك و 1.3٪ من المسيحيين الآخرين). في عام 2008 كانت سريلانكا ثالث أكبر دولة متدينة في العالم وفقا لاستطلاع غالوب، حيث قال 99٪ من السريلانكيين أن الدين جزء مهم من حياتهم اليومية.

## معرض صور